# Косих Георгій Євгенович
Георгій Євгенович Косих (14 серпня 1941, Київ) — український журналіст та дипломат. Генеральний консул України в Мюнхені (1998—2002). Заслужений журналіст України (2011).

## Життєпис
Народився 14 серпня 1941 року в Києві.
У 1955—1959 рр. — навчався в Київському суднобудівному технікумі.
У 1959—1964 рр. — працював токарем, технологом на Київському радіозаводі, механіком — в Інституті фізичної хімії Академії наук.
У 1964—1967 рр. — проходив строкову службу в армії.
У 1967—1971 рр. — навчався на факультеті журналістики Київського державного університету.
У 1971—1981 рр. — на журналістській роботі — в газеті «Радянська Україна», журналі «Знання та праця», на Українському телебаченні.
У 1981—1997 рр. — працював в апараті уряду України (референт з питань кінематографії, телебачення і радіомовлення, завідувач відділу Кабінету Міністрів України з питань висвітлення роботи уряду, керівник прес-служби Кабінету міністрів, керівник служби віце-прем'єр-міністра з питань, гуманітарної політики).
У червні — вересні 1997 року — заступник керівника прес-служби Президента України.
17 вересня 1997 року колегією Міністерства закордонних справ України затверджений на посаду генерального консула України в Мюнхені.
У жовтні 1997 — лютому 1998 рр. — проходив стажування в Міністерстві закордонних справ України.
У 1998—2002 рр. — Генеральний консул України в м. Мюнхен, ФРН.